# 圆柱鸭嘴草
圆柱鸭嘴草（学名：Ischaemum goebelii）为禾本科鸭嘴草属下的一个种。

## 扩展阅读
- 維基物種上的相關：圆柱鸭嘴草